# كلاوديو تيلو
كلاوديو تيلو (بالإسبانية: Claudio Tello) هو مدرب كرة قدم ولاعب كرة قدم تشيلي في مركز الدفاع، ولد في 28 سبتمبر 1963، وتوفي في 15 أبريل 2014 بسبب سرطان. شارك مع منتخب تشيلي لكرة القدم. أما مع النوادي، فقد لعب مع ديبورتيس أنتوفاغاستا.

## وصلات خارجية
- كلاوديو تيلو على موقع قاعدة بيانات كرة القدم.إي يو (الإنجليزية)
- كلاوديو تيلو على موقع ناشيونال فوتبول تيمز (الإنجليزية)